# شاه‌تیر

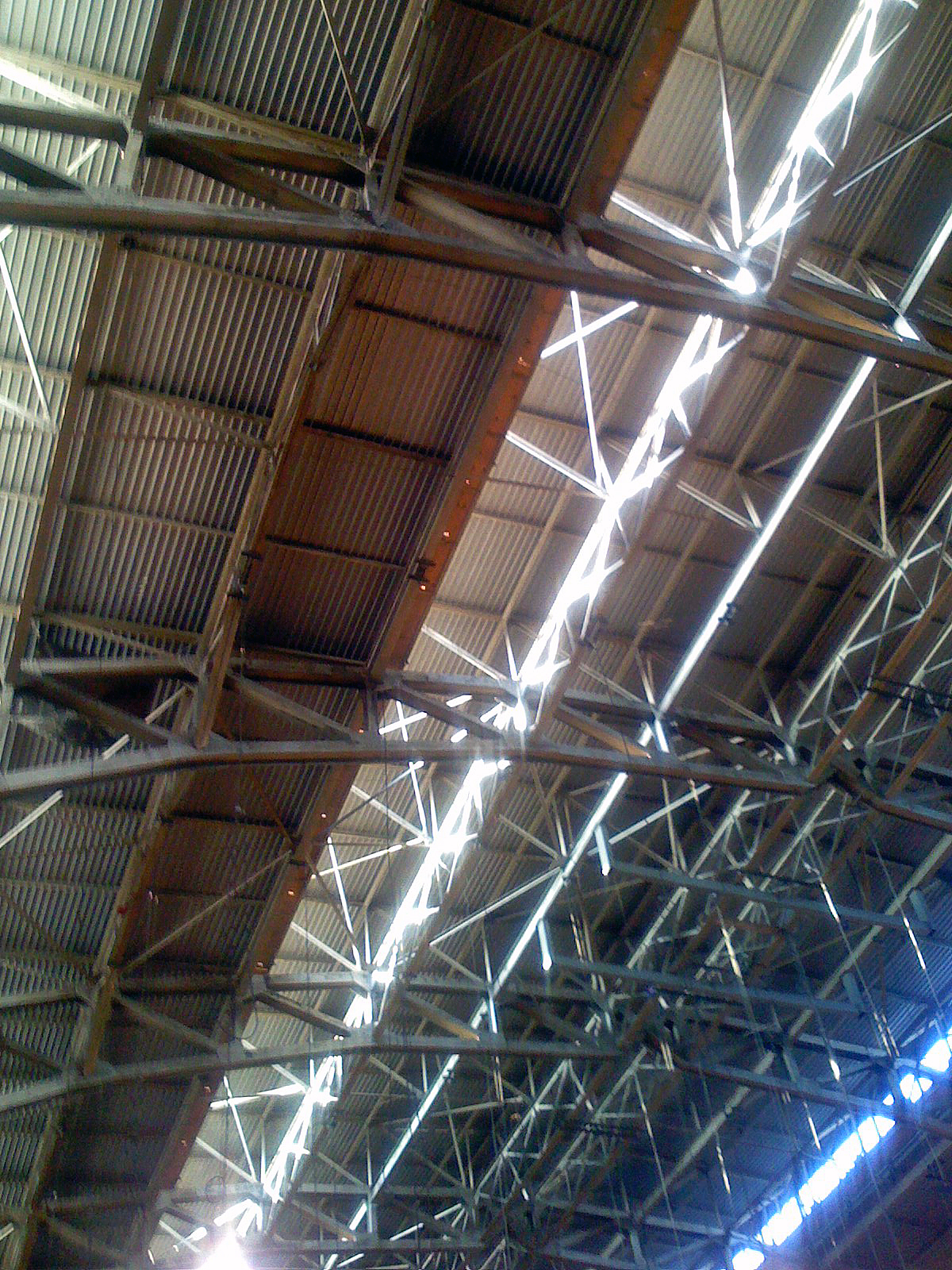

شاه‌تیر گونه‌ای تیر حمال در سازه است. رایج‌ترین نوع سطح مقطع مورد استفاده، تیر آهن استاندارد IPE است. اما همچنین از تیر آهن‌های قوطی شکل و Z مانند و دیگر اشکال نیز استفاده می‌شود.